# Shoorideh
Albums de Ensemble Dastan et Parissa
Hanaie
(2000) Shâhram Nazéri et l'ensemble Dastan
(2003)
Shoorideh est un album de musique persane traditionnelle de l'Ensemble Dastan et de la chanteuse Parissa sorti le 20 juin 2003 sur le label Harmonia Mundi et récompensé la même année par le Grand Prix du disque, dans la catégorie « musiques du monde », de l'Académie Charles-Cros,.

## Liste des titres de l'album
Disque 1
1. Hekayat – 8:03
2. Mathnavi – 8:26
3. Tasnif-e nagozir – 8:19
4. Jamehdaran – 6:25
5. Tasnif-e raz-e penhan – 7:52
6. Shoorideh – 14:13
7. Rohab – 4:52
8. Tasnif-e navay-e chang – 8:02

Disque 2
1. Gilaki – 17:21
2. Tasnif-e sehrafarin – 7:58
3. Daramad – 3:43
4. Tasnif-e chashm-e – 5:39
5. Owj – 8:20
6. Parvaze Khial – 10:04
7. Tasnif-e Mehrgiah – 6:23